# Йонас Мекас
Йонас Мекас (24 грудня 1922, с. Семенішкяй, Литва — 23 січня 2019, Нью-Йорк, США) — американський авангардний режисер, поет.
Близький друг Енді Воргола, Сальвадора Далі, Алана Гінзбурга, Йозефа Бойса — всі вони були основними героями його фільмів.
Йонас Мекас — учасник та літописець мистецького руху Fluxus (лат. — «потік життя»), засновник і автор кіно-критичної колонки в газеті The Village Voice, культового журналу Film Culture, та одного з найбільших зібрань авангардного (і не тільки) кіно Anthology Film Archives.
Кінофільми та відеоінсталяції Йонаса Мекаса демонструвалися на Венеційській бієнале, в Музеї сучасного мистецтва у Нью-Йорку та багатьох інших престижних мистецьких майданчиках. Його поезія вважається класикою литовської літератури.